# Todos los colores de la oscuridad
Todos los colores de la oscuridad (título original en italiano: Tutti i colori del buio) es una película giallo de 1972 dirigida por Sergio Martino y protagonizada por Edwige Fenech, George Hilton y Jorge Rigaud.

## Argumento
Jane, una joven londinense, sufre un aborto espontáneo tras sufrir un accidente de coche. Su relación con su novio Richard ha empeorado, pues sufre pesadillas retorcidas y se comporta como si estuviera en otra realidad. Su hermana, Barbara, la lleva a visitar al psiquiatra Dr. Burton, a pesar de la incredulidad de Richard. Pero cuando las pesadillas continúan y Jane es acosada por un aterrador hombre de ojos azules de sus sueños, recurre a su vecina Mary, quien le sugiere acompañarla a un Black Sabbath. Aterrorizada por el ritual de derramamiento de sangre y la orgía multitudinaria que se lleva a cabo, Jane decide no volver jamás, pero los satanistas están decididos a que no se escape tan fácilmente.

## Reparto
- George Hilton como Richard Steele.
- Edwige Fenech como Jane Harrison.
- Ivan Rassimov como Mark Cogan.
- Jorge Rigaud como el Dr. Burton.
- Susan Scott como Barbara Harrison.
- Marina Malfatti como Mary Weil.
- Alan Collins como el abogado Franciscus Clay.
- Julián Ugarte como J. P. McBrian.
- Dominique Boschero como la madre de Jane.
- Maria Cumani Quasimodo como vecina anciana.
- Renato Chiantoni como el Sr. Main.
- Tom Felleghy como el inspector Smith.

## Lanzamiento
Todos los colores de la oscuridad se estrenó en Italia el 28 de febrero de 1972, donde fue distribuida por Interfilm. La película recaudó un total de 294 470 000 liras italianas en el país.
La película se estrenó en España el 27 de agosto de 1973 en España donde se estrenó como Todos los colores de la oscuridad.